# 4440 Tchantchès
4440 Tchantchès eller 1984 YV är en asteroid i huvudbältet som upptäcktes den 23 december 1984 av den belgiske astronomen François Dossin vid Haute-Provence-observatoriet. Den är uppkallad efter Tchantchès.
Asteroiden har en diameter på ungefär 2 kilometer och den tillhör asteroidgruppen Hungaria.